# Continuum (televisieserie)
Continuum is een Canadese sciencefictionserie over een groep rebellen uit het jaar 2077 die hun doodstraf ontlopen door terug te reizen naar het jaar 2012. Tijdens hun ontsnapping nemen ze per ongeluk politieagente Kiera Cameron mee naar het jaar 2012. 
In 2077 wordt de wereld beheerst door multinationals die de bevolking in schuldslavernij houden en democratie en vrijheid van meningsuiting hebben afgeschaft.
De serie ging in première op 27 mei 2012 op de Canadese tv-zender Showcase en bestond in het eerste seizoen uit tien afleveringen. Showcase bestelde in augustus 2012 een tweede seizoen van dertien afleveringen. In Vlaanderen begon 2BE de reeks vanaf 9 december 2012 uit te zenden.

## Cast
Hoofdrolspelers:
- Rachel Nichols als Kiera Cameron
- Victor Webster als Carlos Fonnegra
- Lexa Doig als Sonya Valentine
- Erik Knudsen als Alec Sadler
- Stephen Lobo als Matthew Kellog
- Roger Cross als Travis Verta
- Tony Amendola als Edouard Kagame
- Omari Newton als Lucas Ingram
- Luvia Petersen als Jasmine Garza
- Jennifer Spence als Betty Robertson
- Brian Markinson als Dillon